# Metroid Prime: Hunters
Metroid Prime: Hunters é um jogo eletrônico de ação-aventura em primeira pessoa desenvolvido pela Nintendo Software Technology e publicado pela Nintendo. É o nono título da série Metroid e foi lançado exclusivamente para Nintendo DS em março de 2006 na América do Norte, maio na Europa e junho no Japão. A história acompanha a caçadora de recompensas Samus Aran enquanto investiga uma misteriosa mensagem enviada do Aglomerado Alimbico.

## Jogabilidade
Hunters tem basicamente a mesma jogabilidade de tiro em primeira pessoa com foco em exploração de Metroid Prime e suas continuações, embora com certas diferenças como mira livre através da touchscreen do DS. No modo de um jogador, os jogadores controlam Samus Aran, que possui uma nave que a faz se deslocar entre as quatro locações do Conglomerado Alimbico  - o planeta vulcânico Alinos, os Arquivos Celestiais em órbita de Alinos, o planeta gelado Arcterra, e a Estação de Defesa Vesper - e em sua armadura pode entrar no modo Morph Ball (uma bola que solta bombas energéticas e rola para dentro de túneis) e ligar o Scan Visor para conseguir informações sobre itens e criaturas. A tela superior mostra o que o personagem vê, e a  inferior possui um radar e botões para mudar de arma, e entrar tanto no Scan Visor quanto no modo alternativo. Nos controles normais, as setas andam, enquanto a mira é ajustada na tela tátil.
Há também um modo multiplayer no qual Samus e os outros seis caçadores de recompensa se enfrentam. As partidas podem ter jogadores controlados por computador ou jogadores mundo afora através da Nintendo Wi-Fi Connection.

## História
Após a Federação Galáctica receber da remota Galáxia de Tetra, de onde nenhum sinal de vida surgia há milênios, uma mensagem telepática dizendo que "O segredo para o poder supremo jaz no Conglomerado Alimbico.", Samus Aran é enviada para investigar. Seis outros caçadores de recompensa interceptam a transmissão e a seguem para Tetra. Ao chegar no conglomerado, Samus descobre que os Alímbicos não existem mais por terem sido quase exterminados por uma besta voraz que atendia por Gorea, concentrando todos os seus esforços em selá-la antes que destruísse o conglomerado e em seguida escapasse para causar mais dano. Samus busca as armas desenvolvidas pelos Alímbicos - que já foram tomadas pelos caçadores - para descobrir como entrar a prisão de Gorea, onde estaria o poder supremo.

## Desenvolvimento

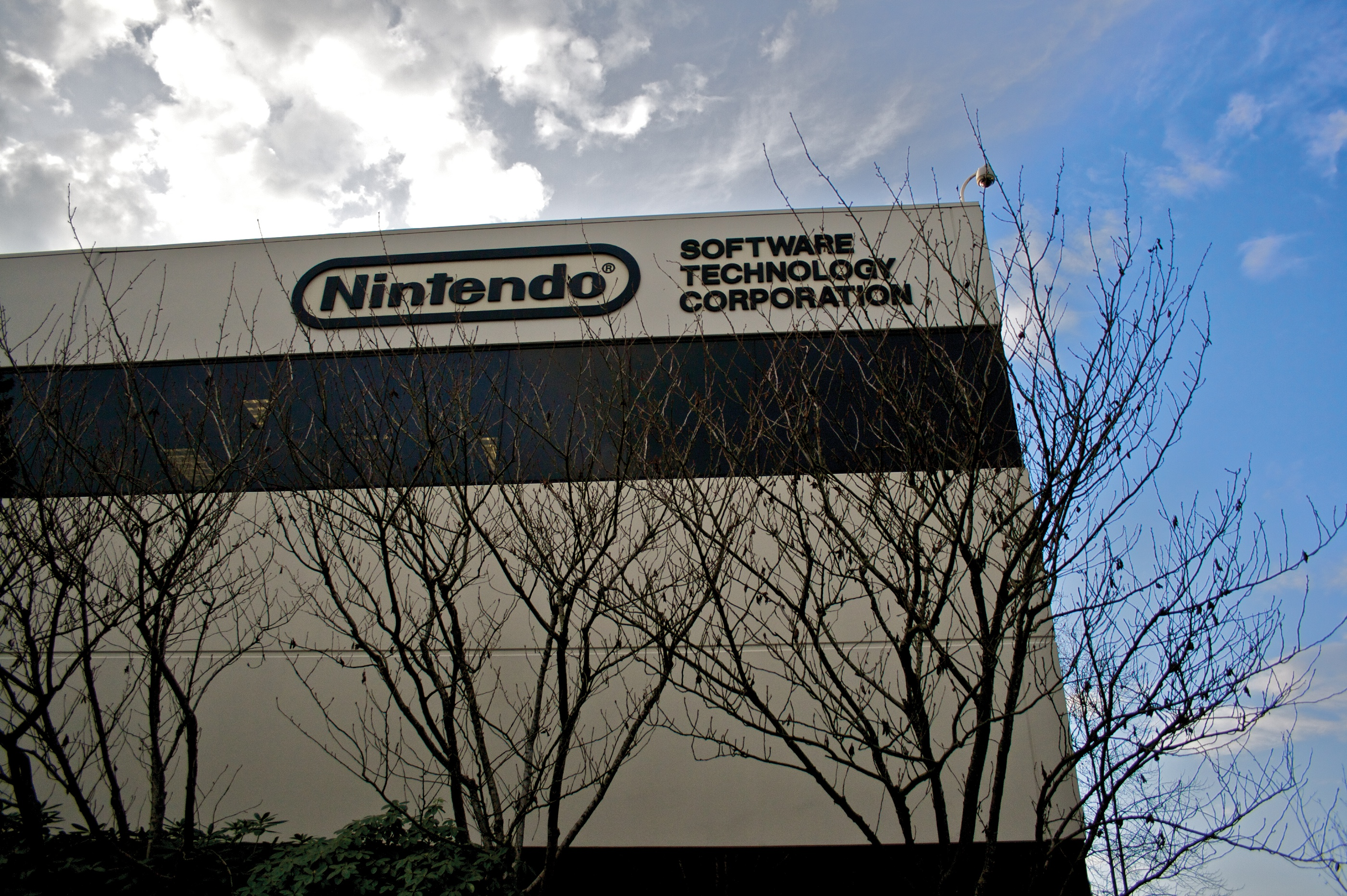
Metroid Prime Hunters foi desenvolvido pela Nintendo Software Technology, em Redmond, Washington.

A equipe que criou Metroid Prime Hunters na Nintendo Software Technology (NST) foi liderada pelo diretor Masamichi Abe e o engenheiro técnico Colin Reed, responsáveis por games como Pikmin e 1080° Snowboarding. O time de Hunters possuía 30 pessoas, o que Abe notou que era mais do que o normal para um jogo de DS. Kensuke Tanabe da Nintendo japonesa teve a ideia para o jogo, mas a Retro Studios, que criara os outros jogos da série Prime, estava ocupada com outro jogo. Assim, Tanabe contatou a NST para desenvolver o jogo, dando valores, estilo e apresentação ocidentais ao jogo.
No desenvolvimento, a NST se esforçou muito com o modo multiplayer, que tiraria proveito de todos os recursos do DS como conversa por voz e Wi-Fi. Abe criou os outros caçadores para que eles pudessem ser usados no multiplayer e ainda serem bem implementados na história do jogo. Hunters possui muitas citações aos outros jogos da série Prime - como a nave de Samus em Metroid Prime, e a armadura como vista em Metroid Prime 2: Echoes - para mostrar a evolução da tecnologia e algo que jogadores experientes pudessem reconhecer.